# 三宅愛梨
三宅 愛梨（みやけ あいり、1992年3月18日 - ）は、岡山県玉野市出身の女子競輪選手。日本競輪選手会岡山支部所属。日本競輪学校（当時。以下、競輪学校）第104期生。師匠は大前寛則（57期）。妹に同じ競輪選手の三宅玲奈（108期）がいる。夫は元競輪選手の平川慎太郎（105期）。

## 来歴
9人きょうだいの3番目。兄（2番目）の影響を受けて中学時代は空手に取り組み、玉野市立玉野商業高等学校に進学後もこれまた兄の影響を受け、当初は柔道を行っていたが、兄が自転車競技に取り組むようになると、同校2年生のときに柔道から自転車競技へ転向。尤も、同校には自転車競技部がなかったため個人で練習を行うことになったが、2009年の全国高等学校選抜自転車競技大会・500メートルタイムトライアルで3位に入った。
2010年、環太平洋大学に進学。同年のJOCジュニアオリンピックカップ自転車競技大会（岐阜競輪場）・500メートル個人タイムトライアルにおいて、後に競輪学校で同期生となる山原さくららを抑えて優勝。
しばらく自転車競技そのものからも離れていたが、ガールズケイリンとして女子競輪が復活する話を受け、2011年12月16日、日本競輪学校第104回（女子第2回、技能）試験を受験し合格。
2013年3月29日、競輪学校を卒業。在校競走成績は第4位（20勝）。また同校卒業記念レースでは2位に入った。同年5月11日、松戸競輪場でデビューし3着。初勝利は同年7月7日の松戸で挙げた。
夫である平川とは、2015年ごろに競輪学校での違反訓練で知り合う。それから暫くは夫とは友人関係が続いたが、2020年11月に交際に発展。2021年5月に妊娠が分かり、6月15日に入籍した。出産に備えレースは欠場しており、そのまま地元・岡山で出産予定だが、出産後は夫のホームバンクがある佐賀県で同居を始める予定。なお、この時点では、今のところ引退はせず出産後タイミングを見て佐賀支部に移籍した上でレースに復帰する予定だった。
2022年2月8日、長男を出産。
2023年4月13日からの岸和田FII（ミッドナイト）にて、同じく産休中であった中川諒子とともにレース復帰した（但し登録地は岡山県のまま）。